# کارولوود (فلوریدا)
کارولوود (به انگلیسی: Carrollwood) یک منطقهٔ مسکونی در ایالات متحده آمریکا است که در شهرستان هیلزبرو، فلوریدا واقع شده‌است. کارولوود ۲۶٫۶ کیلومتر مربع مساحت و ۳۳٬۳۶۵ نفر جمعیت دارد.